# Трупна бледост
Трупната бледост (лат. pallor mortis), наричана още смъртна бледост, мъртвешка бледост или послесмъртна бледост, е един от признаците на смъртта. Бледостта се появява почти веднага, в първите 15 – 25 минути след настъпването на смъртта, при хората със светла кожа, като причината за това явление е липсата на капилярно кръвообръщение в тялото. Кръвта се стича в нискоразположените части на тялото, поради действието на гравитацията, водейки до образуването на послесмъртните петна.
Поради бързата поява на трупната бледост, тя няма почти никакво приложение в определянето на времето, в което е настъпила смъртта, освен
ако трупът не е намерен много скоро след умирането.
Приживе, човек би могъл да изглежда смъртноблед, когато обстоятелствата причиняват стичане на кръвта от повърхността на кожата, като например по време на шок. Също сърдечната недостатъчност може да накара лицето да пребледнее, а устните да посинеят. Кожата би могла да пребледнее също при свиване на кръвоносните съдове или при дефицит на витамин, както се наблюдава при хора прекарващи повечето си време на закрито, далеч от слънчева светлина.